# Inga Lindström: Der Autor und ich
Der Autor und ich ist ein deutscher Fernsehfilm von Laura Thies aus dem Jahr 2022. Er ist Bestandteil des ZDF-Herzkino-Sonntagsfilms und der 97. Film der Inga-Lindström-Reihe nach der gleichnamigen Erzählung von Christiane Sadlo. Die Hauptrollen sind mit Eva-Maria Grein von Friedl, Kai Schumann, Liza Tzschirner und Sönke Schnitzer besetzt.

## Handlung
Ebba besucht eine Lesung der Autorin Bianca Lund, derer größter Fan sie ist. Als sie sich das neueste Buch von ihr signieren lässt, erfährt sie, dass Bianca sich nicht sicher ist, ob sie weitere Bücher schreiben will.
Als der Autor Rasmus Engelström in der Pension von Ole sein Zimmer will, das er jeden Sommer gebucht hatte, muss er von der neuen Besitzerin Liv erfahren, dass Ole verstorben ist. Auch sein Zimmer ist nicht frei. Er besteht aber darauf, weil er sonst die alte Eiche nicht sehen kann. Liv ruft Ebba an, die neben der Pension ein Ferienhaus hat und fragt sie, ob es noch frei ist. Rasmus ist nicht wirklich erfreut darüber, willigt aber ein, im Ferienhaus zu wohnen. Er will aber jeden Morgen um acht Uhr das Frühstück, obwohl Ebba dies gar nicht anbietet. Als sie ihn am nächsten Morgen trotzdem mit dem Frühstück überrascht, versucht sie das Gespräch mit ihm zu finden, er ist aber ziemlich kurz angebunden und läuft gleich wieder davon. Ebba erzählt ihre Erfahrungen Liv und der Buchhändlerin Tilde Tuborg, als der Verleger Sven Carstenson auftaucht. Tilde beschwert sich bei ihm, dass ihre Lieferung immer noch nicht angekommen ist, er sucht aber Rasmus, den er dringend sprechen muss. Ebba bringt ihn zu ihm und bekommt mit, dass die beiden Männer eine gröbere Meinungsverschiedenheit haben.
Als Liv ihr Brautkleid bei Ebba in ihrem Brautmodenladen anprobiert, gesteht sie ihr, dass sie den Eindruck hat, dass ihr Verlobter Arne gar kein Interesse mehr daran hat, sie zu heiraten. Als Rasmus am Abend bei Ebba zu Hause vorbeischaut und sieht, dass sie am Kochen ist, lässt er sich zum Essen einladen. Dabei kommen sie endlich ins Gespräch, Ebba will von ihm wissen, worüber er schreibt, er lässt sich aber nichts entlocken. Was er aber macht, ist ihr die Illusion, um die heile Welt in den Romanen von Bianca Lund zu zerstören, indem er ihr klar sagt, dass er die Einladung nur angenommen hatte, weil er hungrig war. Am nächsten Morgen ist Rasmus ein wenig gesprächiger, aber trotzdem noch zynisch, denn er sagt Ebba klipp und klar, dass sie eigentlich nichts weiß, weil sie nie verheiratet war. Danach geht er wieder und schafft es endlich, sein Manuskript zu beenden und an Sven zu schicken. Befreit von seiner Last geht er nackt im See schwimmen, um danach völlig entspannt bei Ebba aufzutauchen und sie zum Abendessen einzuladen.
Beim Essen lernt Ebba Rasmus von einer anderen Seite zu kennen, er ist charmant und gesprächig. Er gesteht ihr, dass er immer ein Ekel ist, wenn er unter Druck steht und entschuldigt sich bei ihr. Nach dem Essen schlägt er vor, dass sie im See schwimmen gehen, dabei kommen sie sich näher und küssen sich. Danach verbringen sie die Nacht zusammen. Als Ebba am nächsten Morgen erwacht, überrascht Rasmus sie mit einem Frühstück. Später muss sie natürlich gleich ihren Freundinnen davon erzählen, was passiert ist. Da Rasmus ja das Ferienhaus schon zum Voraus für zwei Wochen bezahlt hat, bittet Ebba ihn, doch noch unverbindlich zu bleiben. Sie verbringen einige unbeschwerte Tage miteinander, Ebba hat sich unsterblich in ihn verliebt. Doch am Ende der Woche macht Ebba Rasmus klar, dass doch nichts aus ihnen werden kann. Da taucht plötzlich Bianca Lund auf und will mit Rasmus sprechen, sie verschwinden im Ferienhaus. Ebba ruft sofort Tilde an, um ihr die Neuigkeiten zu erzählen.
Als Bianca wieder gegangen ist, kommt Rasmus bei Ebba vorbei, um sich zu verabschieden. Ebba will wissen, woher er Bianca kennt. Rasmus erklärt ihr, dass er mit ihr verheiratet war und nun soeben die Scheidungspapiere unterschrieben hat. Tilde und Liv kommen bei Ebba vorbei, um sie über ihren Verlust zu trösten, dabei schenkt Tilde ihr das erste Buch der neuen Autorin Lilith Holm. Ebba beginnt sofort damit, es zu lesen; dabei stellt sie fest, dass es Parallelen zum letzten Roman von Bianca Lund gibt. Sie geht davon aus, dass Lilith Holm bei Bianca Lund abgeschrieben hat und erzählt dies sofort Tilde. Sie ruft sofort Sven an, um ihm die Feststellungen mitzuteilen. Er tut so, als wäre dies nicht so schlimm, weil solche Romane ja immer gleich gestrickt sind. Ebba versucht Rasmus zu erreichen und erzählt ihm ihre Erkenntnisse auf den Anrufbeantworter. Arne lädt sie in seine Radiosendung ein, wo sie ihre Plagiatsvorwürfe einem breiten Publikum weitergibt. Er geht danach zu Liv um ihr erfreut zu erzählen, wie hoch die Einschaltquote war, sie ärgert sich aber nur darüber, dass er den Termin mit dem Pastor vergessen hat. Bei Sven läutet danach das Telefon dauernd, er muss sich erklären.
Lilith Holm stellt sich den Vorwürfen, indem sie dem Publikum bei Tilde Rede und Antwort steht. Dabei verliert sie die Nerven und gesteht, dass sie das Buch gar nicht geschrieben hat. Ebba fängt sie ab und will von ihr wissen, was sie damit gemeint hat. Sie erklärt, dass sie eigentlich Schauspielerin ist, Susi Sjöberg heißt, und engagiert wurde, Lilith Holm zu spielen. Ebba will wissen, ob sie weiß, wer das Buch geschrieben hat. Susi erklärt ihr, dass sie den Mann nur einmal gesehen hat und versucht ihn zu beschreiben. Ebba zeigt ihr ein Bild von Rasmus, Lilith bestätigt, dass er der Autor ist. Sie fährt zu Rasmus und konfrontiert ihn damit. Er versucht zu erklären, wie es dazu kam. Nach einem Wortgefecht gesteht er ihr, dass er auch die Bücher von Bianca Lund geschrieben hat. Sie will es nicht wahrhaben und läuft weg.
Wieder zu Hause erzählt sie Liv davon, Arne bekommt dies mit und verbreitet die Neuigkeiten in seiner Radiosendung. Sven ruft danach Rasmus an und will wissen, wie er gedenkt, die Sache aufzulösen. Er findet, es ist nicht sein Problem. Sven besucht daraufhin Tilde, weil er jemanden zum Reden braucht. Sie hat aber nur kurz Zeit, weil sie danach an die Hochzeit von Liv und Arne eingeladen ist. Arne platzt in die Vorbereitungen und streitet sich erneut mit Liv. Doch danach versöhnen sie sich wieder und lassen die Gäste warten, weil sie noch Sex miteinander haben. Tilde schleppt Sven mit an die Hochzeit, Ebba prophezeit ihr, dass sie gerade dabei ist, sich in ihn zu verlieben.
Ebba trifft Bianca zu einem gemeinsamen Interview bei Arne, dabei stellt sie ihr Fangfragen, weil sie herausfinden will, ob Rasmus ihr die Wahrheit gesagt hat. Bianca versteht nicht, was das Ganze soll. Rasmus bringt Sven ein Manuskript, das er in den letzten drei Tagen geschrieben hat. Er verlangt, dass es unter seinem Namen erscheint und dass Sven selbst es vorher liest und nicht seine Assistenten. Ebba sucht Rasmus in Stockholm, während er in Halsborg nach Ebba sucht. Sven kündigt in der Sendung von Arne die Erscheinung des neuen Buches von Rasmus an und bestätigt auch, dass Rasmus die Bücher von Bianca Lund geschrieben hat. Tilde schenkt Ebba das neue Buch, sie will es aber nicht lesen. Rasmus kommt zu Tilde, um eine Lesung abzuhalten. Auch da will Ebba nicht teilnehmen. Als Ebba doch noch die ersten Seiten des Buches zu lesen beginnt merkt sie, dass sie einen großen Fehler macht und fährt zur Lesung. Sie sprechen miteinander über die Personen im Buch, um herauszufinden, dass sie sich wirklich lieben.

## Hintergrund
Der Autor und ich wurde vom 8. August bis zum 4. September 2022 an Schauplätzen in Nyköping und Umgebung gedreht. Produziert wurde der Film von der Bavaria Fiction GmbH.

## Rezeption

### Einschaltquote
Die Erstausstrahlung am 11. Dezember 2022 im ZDF wurde von 4,24 Millionen Zuschauern gesehen, was einem Marktanteil von 13,8 % entspricht.

### Kritiken
Die Kritiker der Fernsehzeitschrift TV Spielfilm zeigten mit dem Daumen geradeaus und fassten den Film mit den Worten „Liebesgeflüster auf Groschenroman-Niveau“ zusammen.
Oliver Armknecht von film-rezensionen.de vergab 3 von 10 Punkten und zog das Fazit „In Der Autor und ich werden Romantikbedürftige besonders umfangreich bedient, wenn wir gleich drei (Nicht-)Paaren folgen. Kurios sind die Passagen, in denen von dem Zynismus beim Geschäft mit Liebesromanen die Rede ist – was für den Film gleichermaßen gelten könnte. Zu einer wirklichen Aussage lässt man sich dann aber doch nicht hinreißen.“